# Sonchat Ratiwatana
Ne pas confondre avec Sanchai Ratiwatana, son frère jumeau, également joueur de tennis.
Sonchat Ratiwatana, né le 23 janvier 1982 à Bangkok, est un joueur de tennis thaïlandais, professionnel depuis 2004.

## Carrière
Jouant principalement sur le circuit Challenger, il y a remporté 46 titres avec son frère Sanchai.
Il est membre de l'équipe de Thaïlande de Coupe Davis, avec laquelle il a joué les barrages pour le groupe mondial en 2004 et 2006.

## Palmarès

### Titres en double (2)
| No | Date       | Nom et lieu du tournoi | Catégorie   | Dotation  | Surface    | Partenaire         | Finalistes                    | Score            |          |
| -- | ---------- | ---------------------- | ----------- | --------- | ---------- | ------------------ | ----------------------------- | ---------------- | -------- |
| 1  | 24/09/2007 | Thailand Open Bangkok  | Int' Series | 525 000 $ | Dur (int.) | Sanchai Ratiwatana | Michaël Llodra Nicolas Mahut  | 3-6, 7-5, [10-7] | Parcours |
| 2  | 31/12/2007 | Chennai Open Chennai   | Int' Series | 411 000 $ | Dur (ext.) | Sanchai Ratiwatana | Márcos Baghdatís Marc Gicquel | 6-4, 7-5         | Parcours |

### Finale en double (1)
| No | Date       | Nom et lieu du tournoi                      | Catégorie   | Dotation  | Surface    | Vainqueurs                   | Partenaire         | Score     |          |
| -- | ---------- | ------------------------------------------- | ----------- | --------- | ---------- | ---------------------------- | ------------------ | --------- | -------- |
| 1  | 25/02/2008 | Regions Morgan Keegan Championships Memphis | Series Gold | 769 000 $ | Dur (int.) | Mahesh Bhupathi Mark Knowles | Sanchai Ratiwatana | 7-65, 6-2 | Parcours |

## Parcours dans les tournois duGrand Chelem

### En simple
N'a jamais participé à un tableau final.

### En double
| Année | Open d'Australie               | Open d'Australie         | Internationaux de France       | Internationaux de France | Wimbledon                      | Wimbledon                 | US Open                        | US Open               |
| ----- | ------------------------------ | ------------------------ | ------------------------------ | ------------------------ | ------------------------------ | ------------------------- | ------------------------------ | --------------------- |
| 2006  | —                              | —                        | —                              | —                        | 2e tour (1/16) Sa. Ratiwatana  | S. Aspelin Todd Perry     | —                              | —                     |
| 2007  | —                              | —                        | —                              | —                        | 1er tour (1/32) Sa. Ratiwatana | R. Bloomfield J. Marray   | —                              | —                     |
| 2008  | 1er tour (1/32) Sa. Ratiwatana | A. Clément M. Llodra     | 1er tour (1/32) Sa. Ratiwatana | L. Dlouhý L. Paes        | 1er tour (1/32) Sa. Ratiwatana | M. Granollers S. Ventura  | 1er tour (1/32) Sa. Ratiwatana | R. Hutchins A. Murray |
| 2009  | —                              | —                        | —                              | —                        | 2e tour (1/16) Sa. Ratiwatana  | Max Mirnyi Andy Ram       | —                              | —                     |
| 2010  | —                              | —                        | —                              | —                        | 1/8 de finale Sa. Ratiwatana   | J. I. Chela E. Schwank    | —                              | —                     |
| 2011  | 1er tour (1/32) Sa. Ratiwatana | Be. Becker M. Kohlmann   | —                              | —                        | 1er tour (1/32) Sa. Ratiwatana | J. Cerretani Philipp Marx | —                              | —                     |
| 2012  | —                              | —                        | —                              | —                        | 2e tour (1/16) Sa. Ratiwatana  | R. Lindstedt Horia Tecău  | 1er tour (1/32) Sa. Ratiwatana | J. Benneteau N. Mahut |
| 2013  | 1er tour (1/32) Sa. Ratiwatana | S. Stakhovsky M. Youzhny | 1er tour (1/32) Sa. Ratiwatana | P. Lorenzi P. Starace    | 2e tour (1/16) Sa. Ratiwatana  | J. S. Cabal Robert Farah  | —                              | —                     |
| 2014  | —                              | —                        | —                              | —                        | —                              | —                         | —                              | —                     |
| 2015  | —                              | —                        | —                              | —                        | —                              | —                         | —                              | —                     |
| 2016  | —                              | —                        | —                              | —                        | 1er tour (1/32) Sa. Ratiwatana | O. Marach F. Martin       | —                              | —                     |
| 2017  | —                              | —                        | —                              | —                        | —                              | —                         | —                              | —                     |
| 2018  | 1er tour (1/32) Sa. Ratiwatana | P. Andújar A. Ramos      | —                              | —                        | —                              | —                         |                                |                       |

N.B. : le nom du partenaire se trouve sous le résultat ; le nom des ultimes adversaires se trouve à droite.